# Formuła Maruti

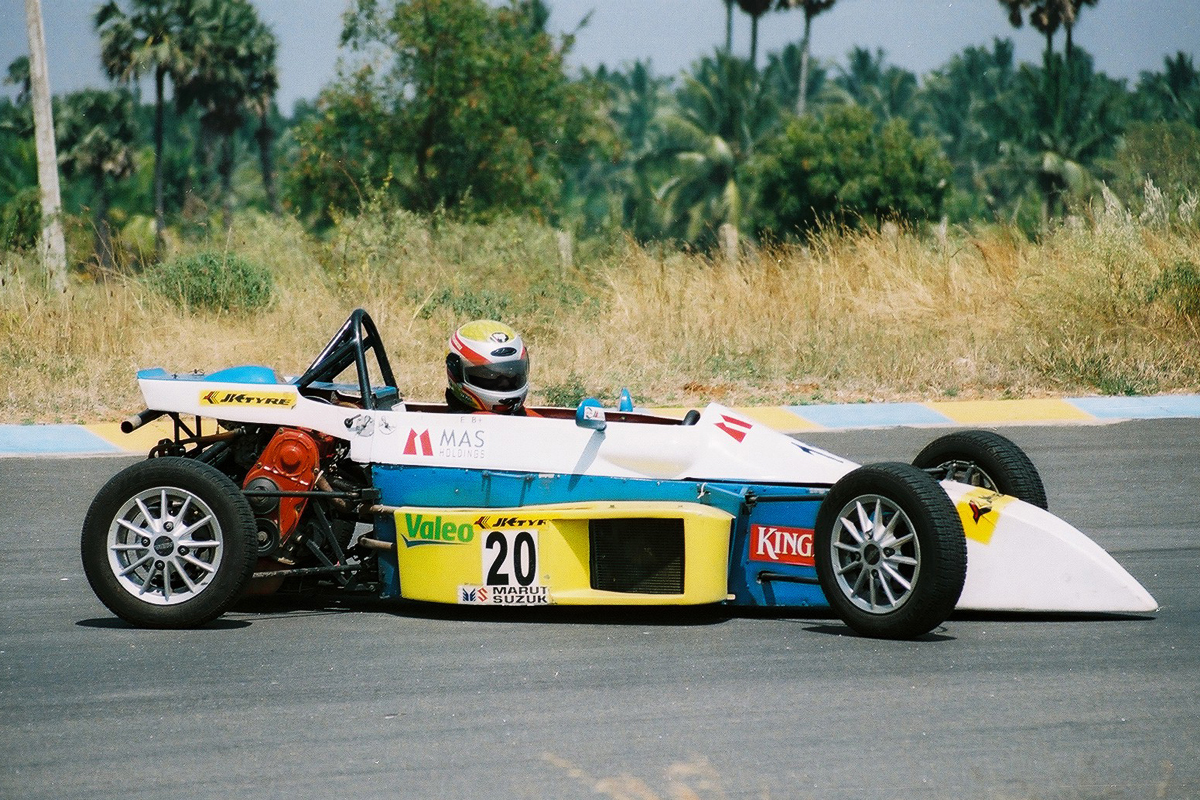
Bolid Formuły Maruti

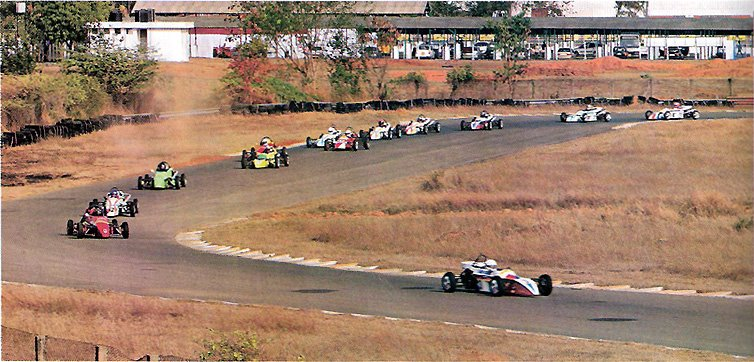
Wyścig Formuły Maruti

Formuła Maruti – wyścigi jednomiejscowych bolidów rozgrywane na terenie Indii. Formuła Maruti została założona w 1988 roku przez Sundarama Karivardhana. Swoją karierę w tej formule rozpoczynało wielu sławnych kierowców z Indii w tym Narain Karthikeyan i Karun Chandhok.

## Historia
Pomysłodawcą założenia Formuły Maruti był Sundaram Karivardhan który chciał założyć serię wyścigową w której ścigały by się bolidy jednomiejscowe o przystępnej cenie. Formuła Maruti zadebiutowała w 1988 roku w mieście Ćennaj. Formuła ta zyskiwała na popularności a wielu młodych kierowców właśnie od niej rozpoczynało karierę wyścigową jak dwaj zawodnicy Formuły 1, Narain Karthikeyan i Karun Chandhok który w 2000 roku został mistrzem Formuły Maruti.

## Silnik i monocoque
Od początku istnienia Formuły Maruti, w bolidach tej serii wyścigowej jest wykorzystywany silnik z samochodu Maruti 800. Silnik ma pojemność 800 cm3 i ma trzy cylindry. Monocoque jest zrobiony z tworzywa sztucznego FRP.

## Zespoły
W Formule Maruti zadebiutowało mnóstwo zespołów które ścigają się w różnych hinduskich rozgrywkach wyścigowych i rajdowych do tej pory. Są to: Team Lakshmi Mills Superspeeds, JK Team, Team MRF, Gabriel Racing, WSRF Racing, McDowell Racing i Team Valvoline

## Mistrzowie
| Sezon              | Mistrz          |
| ------------------ | --------------- |
| 1988-1999 Nieznani |                 |
| Sezon 2000         | Karun Chandhok  |
| 2001-2003 Nieznani |                 |
| Sezon 2004         | Gaurav Gill     |
| Sezon 2005         | Raymond Banajee |
| Sezon 2006         | Saran Vikram    |
| Sezon 2007         | Naren Shankar   |
| Sezon 2008         | Gokul Krishna   |
| Sezon 2009         | G.Vikash Anand  |
| 2010-2011 Nieznani |                 |